# Айтоска планина
Айтоска планина е ниска планина, дял от Източна Стара планина, в Област Бургас, между долината на Хаджийска река и Бургаската низина.
Айтоската планина се издига в югоизточната част на Източна Стара планина с посока изток-запад, с дължина 25 км и ширина 15 – 18 км. На запад Айтоската котловина я отделя от възвишението Хисар, а на североизток долината на Хаджийска река – от Еминска планина на Стара планина. На юг склоновете ѝ постепенно затъват в Бургаската низина. На север в района на село Руен чрез ниска седловина (211 м) се свързва с Еминска планина, а на северозапад – Айтоският проход (350 м) я свързва с Карнобатска планина.
Планината е ниска, разчленена надлъжно на две части от долината на река Ахелой. Северната част е по-добре оформена и тук се намира най-високата ѝ точка – връх Каратепе (484,5 м), разположен на 1,2 км югозападно от село Черна могила. Южната част е по-широка, хълмиста, с плоски била и полегати склонове с най-висок връх Капаклия (424,1 м). На изток, в района на град Каблешково завършва с връх Голяма Биберна (262,5 м). От планината водят началото си реките Ахелой и Айтоска река, малки реки и дерета вливащи се в Атанасовското езеро и къси десни притоци на Хаджийска река.
Изградена е от сенонски седименти, андезити и туфи. Почвите са излужени канелени горски и смолници. Широките ѝ билни части са заети от обработваеми земи и пасища, а склоновете ѝ са голи с редки ксерофитни храсти. В северната ѝ част на отделни места са запазени ниски дъбови гори.
В най-западното подножие на планината е разположен град Айтос, а в най-източното ѝ – град Каблешково. В нея са разположени и селата: Бата, Белодол, Брястовец, Габерово, Драганово, Дрянковец, Дъбник, Изворище, Косовец, Лясково, Медово, Миролюбово, Мъглен, Пещерско, Порой, Рудник, Съдиево и Черна могила.
В най-източната част на планината, над село Медово е изградена хижа „Горска среща“.
По западното и източното подножие на планината преминават участъци от три пътя от Държавната пътна мрежа:
- По западното ѝ подножие, на протежение от 10 км преминава участък от първокласен път № 6 ГКПП „Гюешево“ – София – Карлово – Бургас.
- През Айтоския проход, от село Ябълчево до Айтос, на протежение от 12,4 км – участък от третокласен път № 208 Ветрино – Провадия – Айтос.
- Покрай източното ѝ подножие, от Медово до Каблешково, на протежение от 4,8 км – участък от третокласен път № 906 Рудник – Каблешково – Бургас.[1]

## Топографска карта
- Лист от карта K-35-43. Мащаб: 1 : 100 000.
- Лист от карта K-35-44. Мащаб: 1 : 100 000.
- Лист от карта K-35-55. Мащаб: 1 : 100 000.
- Лист от карта K-35-56. Мащаб: 1 : 100 000.